# Schenek István
Schenek István (Esztergom, 1830. július 3. – Budapest, 1909. július 26.) vegyész, főiskolai tanár, az akkumulátorgyártás magyar úttörője. A MTA levelező tagja (1889).

## Életrajza

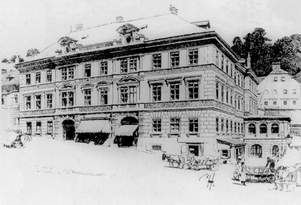
M. kir. Bányászati és Erdészeti Akadémia

Az esztergomi bencés gimnáziumban tanult. Már gyermekkorában érdeklődött a természettudományok iránt. 1851–1853 közt Bécsben gyógyszerészeti, 1853–56 között felsőbb kémiai tanfolyamot végzett. A gyógyszerészi pályát választva gyakornok lett szülővárosa „Fekete Sas” patikájában. Katonai gyógyszerészként részt vett az 1848-as szabadságharcban. Itt kötött barátságot Than Károlyal, a pesti tudományegyetem későbbi híres kémiaprofesszorával, aki tüzérként szolgálta a szabadságharc ügyét, és testvérével, Than Mór festőművésszel.
A szabadságharc leverése után Schenek 1851–1853 közt Bécsben gyógyszerészeti, 1853–56 között felsőbb kémiai tanfolyamot végzett, és tanári képesítést szerzett. A tehetséges fiatalemberre bécsi egyetemen is felfigyeltek. Redtenbacher professzor előbb asszisztensként, majd tanársegédként alkalmazta. 1859-ben kinevezték a Kassai Reáliskola tanárává, ahol 1867-ig működött. Ezt követően két évig a Keszthelyi Országos Gazdasági Felsőintézetben, a későbbi Agrártudományi Egyetemen tanított, majd 1870-ben Selmecbányán, a Bányászati és Erdészeti Akadémián kezdte meg előadó tanári pályafutását. Itt ismerkedett meg Farbaky Istvánnal, aki ekkor az intézet matematikatanára volt. Farbakyval közösen több kémiai jellegű találmányuk volt. Bécsben például éremmel tüntették ki világítógáz fejlesztőjüket. Közös munkájuk közül azonban a legjelentősebb – amellyel külföldön is ismertté váltak – a Schenek–Farbaky-féle kénsavas ólomakkumulátor volt.
A 19. század végén Európában ipari fellendülés következett be. Megnőtt az érdeklődés a műszaki pályák iránt. Selmecbányán az 1880-as évek elején új akadémiai épületet emeltek. Az új iskolarész világítását Schenek és Farbaky professzorok korszerű módon kívánták megoldani. A gázvilágítás kellemetlen égéstermékei és gyenge fényereje miatt kedvezőtlen volt. A villamos világítás megvalósítására gazdaságilag nem volt lehetőség, mert erőtelepre, dinamógépre lett volna szükség, viszont egy, a tanműhely erőgépével meghajtott dinamó alkalmas volt akkumulátortöltésre, ezért végül akkumulátoros világítást céloztak meg. Az akkori akkumulátorok megbízhatatlansága, jelentékeny ára miatt a két professzor úgy döntött, hogy maguk készítik el az Akadémia új világítótelepét.

## Az akkumulátor
Gustav Planté a párizsi Sorbonne tanára már 1859-ben elkészítette az első készüléket, és ezzel elvileg megoldotta a villamos áram tárolásának kérdését, de ez két évtizeden keresztül csak laboratóriumi eszköz maradt. A "Daniell" elemekkel előállított tárolható villamos töltés gyakorlati célra nem volt alkalmas.
Ernst Werner von Siemens 1867. évi dinamója adott új lendületet az akkumulátor fejlesztésnek.
1881-ben Fauré alkalmazta először az ólomlemezre felkent ólomsókat, ugyanekkor készített Ernst Volckmar német kutató ólomrácsos szerkezetű akkumulátort, De Kabath a hatóanyag kihullásának megakadályozására perforált ólomlemezt alkalmazott.
Schenek és Farbaky tanulmányozták az addig előállított akkumulátor szerkezeteket és elméletileg is tisztázták az akkumulátor működését. Korábban ugyanis még tévesen úgy ítélték meg, hogy a kénsav szerepe az elektrolit vezetővé tétele. Az elvi kérdések tisztázása után, sok-sok kísérlet eredményeként sikerült egy jól bevált gyártási módszert, hosszú élettartamú- és kiváló mechanikai kivitelt kidolgozni. Az új akkumulátort először az 1885. évi Budapesti Országos Kiállításon mutatták be, ahol a nagy szenzáció – a Ganz által kiállított transzformátor – mellett is nagy feltűnést keltett. Híre Bécsbe is eljutott, ahol ekkor foglalkoztak a Burg, az Operaház és a Burg-Színház villamosításának megvalósításával. A kivitelezést Ernst Biedermann nevű vállalkozó irányította. Nemzetközi versenyt írtak ki, melyen indult az Electrcal Power Storage Co, Monier, Regnier, De Callo, és a magyar akkumulátorokat is számításba vették. A szakvéleményt Waltehofen bécsi egyetemi tanár állította ki a magyar akkumulátorokról, mely megállapította: "... az eredmények a legjobbak, amelyet eddig akkumulátorokkal egyáltalán elértek", így a magyarok nyerték el a szállítás jogát. Ekkor Biedermann ajánlatot tett a találmány megvételére. A két tanár az egész kultúrvilágra kiterjedően eladta találmányát. Biedermann először pontosan teljesítette kötelezettségeit, majd csődbe ment, tovább semmit nem fizetett. Így perre vitték, mely évekig húzódott. Jellemző a berendezés kiváló voltára, hogy a per alatt a Siemens cég is meg akarta vásárolni a szabadalmat, melyet a feltalálók korrektül visszautasítottak. Tönkre is mentek, érthető elkeseredésükben 1892-ben abbahagyták a tanári pályát, és nyugalomba vonultak.
Budapesten 1909. július 26-án hunyt el.

## Művei
- Kísérleti adatok az akkumulátorok működéséhez, Bp. 1890.

## Elismerései
- MTA Marczibányi-díj
- 1890 MTA levelező tagja